# 小果绒毛漆
小果绒毛漆（学名：Toxicodendron wallichii var. microcarpum）为漆树科漆属下的一个变种。

## 扩展阅读
- 維基物種上的相關：小果绒毛漆